# 島根県の観光地

出雲大社拝殿

島根県の観光地（しまねけんのかんこうち）は、島根県内の主要な観光地等に関する項目である。

## 対象別

### 文化財等

#### 世界遺産
- 石見銀山遺跡とその文化的景観
  - 石見銀山、宮ノ前、大森銀山、温泉津、鞆ヶ浦、沖泊、矢滝城跡、矢筈城跡、石見城跡、熊谷家住宅、羅漢寺五百羅漢、佐毘売山神社

- 石見銀山清水谷精練所跡

#### 国宝建築
- 出雲大社本殿（出雲市）
- 神魂神社本殿（松江市）
- 松江城天守閣（松江市）

- 出雲大社本殿
- 神魂神社本殿
- 松江城天守閣

#### 国の名勝
- 立久恵（出雲市）
- 鬼の舌震（奥出雲町）
- 菅田庵（松江市）
- 潜戸（松江市）
- 美保の北浦（松江市）
- 万福寺庭園（益田市）
- 医光寺庭園（益田市）
- 千丈渓（江津市、邑南町）
- 断魚渓（邑南町）
- 旧堀氏庭園（津和野町）
- 隠岐知夫赤壁（知夫村）
- 隠岐布施海岸（隠岐の島町）
- 隠岐白島海岸（隠岐の島町）
- 隠岐国賀海岸（西ノ島町）

- 立久恵
- 隠岐知夫赤壁
- 国賀海岸摩天崖

#### 特別天然記念物
- 大根島の熔岩隧道

- 大根島の熔岩隧道

#### 重要伝統的建造物群保存地区
- 大田市大森銀山 - 種別：鉱山町
- 大田市温泉津 - 種別：港町・温泉街
- 津和野町津和野 - 種別：武家町・商家町

- 大森
- 温泉津
- 津和野

#### 重要文化的景観
- 奥出雲たたら製鉄及び棚田の文化的景観

#### 重要文化財・史跡等
- 清水寺根本堂
（重要文化財）
- 佐太神社正殿、北殿、南殿（重要文化財）
- 月照寺
（国の史跡）
- 興雲閣
（島根県指定文化財）

#### 登録記念物
- 亀井氏庭園
- 岡崎氏庭園
- 財間氏庭園
- 田中氏庭園
- 椿氏庭園

#### 文化施設
博物館・美術館
水族館
- 宍道湖自然館ゴビウス
- 島根県立しまね海洋館アクアス

- 小泉八雲記念館
- 武家屋敷 (塩見縄手)
- 島根県立美術館
- 足立美術館

#### その他
- 隠岐ジオパーク

### 公園等

#### 国立・国定・国営公園
- 国立公園
  - 大山隠岐国立公園
- 国定公園
  - 比婆道後帝釈国定公園
  - 西中国山地国定公園

- 大山隠岐国立公園
（国賀海岸通天橋）
- 大山隠岐国立公園
（三瓶山）
- 比婆道後帝釈国定公園
（吾妻山）
- 西中国山地国定公園
（安蔵寺山）

#### ラムサール条約登録地域
- 中海
- 宍道湖

- 宍道湖

#### 県立自然公園
- 清水月山県立自然公園
- 鬼の舌震県立自然公園
- 宍道湖北山県立自然公園
- 立久恵峡県立自然公園
- 竜頭八重滝県立自然公園
- 江川水系県立自然公園
- 断魚渓・観音滝県立自然公園
- 千丈渓県立自然公園
- 浜田海岸県立自然公園
- 蟠竜湖県立自然公園
- 青野山県立自然公園

- 鬼の舌震県立自然公園（鬼の舌震）

#### 県立都市公園
- 島根県立浜山公園
- 島根県立石見海浜公園
- 島根県立万葉公園

- 島根県立浜山公園

#### 大型公園・動物園・植物園・遊園地
大型公園
動物園・植物園・遊園地
- 松江フォーゲルパーク

- 松江イングリッシュガーデン
- 由志園
- 松江フォーゲルパーク

### 祭事・行事等
- 隠岐国分寺蓮華会舞（重要無形民俗文化財）（隠岐の島町）
- 隠岐の田楽と庭の舞（重要無形民俗文化財）（西ノ島町）
- 鷺舞（重要無形民俗文化財）（津和野町）
- 諸手船（重要無形民俗文化財）（松江市）
- 石見神楽（大元神楽は重要無形民俗文化財）（石見地方）
- ホーランエンヤ（松江市）
- 島後久見神楽（選択無形民俗文化財）
- 隠岐島前神楽（県無形民俗文化財）

- ホーランエンヤ
- 石見神楽
- 隠岐島前神楽

## 地域別

### 出雲地方

#### 松江地域
- 松江市 - 松江城、松江堀川遊覧船、松江フォーゲルパーク、玉造温泉、宍道湖、美保神社、八重垣神社、由志園、玉作湯神社、島根県立美術館、松江しんじ湖温泉、塩見縄手（小泉八雲記念館、小泉八雲旧居、明々庵など）、熊野大社、神魂神社、善光寺、揖夜神社、松江堀川地ビール館、黄泉比良坂、松江神社、松江イングリッシュガーデン、岩屋寺、加賀の潜戸、売布神社、菅原天満宮、六所神社、佐太神社、田部美術館、松江大橋、大根島ぼたん芍薬園、月照寺、美保関灯台、ホーランエンヤ、松江水郷祭湖上花火大会、佐陀神能、諸手船
- 安来市 - 足立美術館、清水寺、月山富田城、鷺ノ湯温泉、道の駅あらエッサ、伯太のチューリップ畑、和鋼博物館

- 月山富田城

#### 出雲地域
- 出雲市 - 出雲大社、稲佐の浜、日御碕・出雲日御碕灯台、島根県立古代出雲歴史博物館、道の駅キララ多伎・キララビーチ、日御碕神社、北山温泉、須佐神社、一畑寺、旧大社駅舎、宍道湖自然館ゴビウス、荒神谷遺跡・荒神谷博物館、出雲大社前駅、出雲文化伝承館、万九千神社、出雲ドーム、道の駅大社ご縁広場、観光センターいずも、出雲阿国の墓、マリンタラソ出雲、立久恵峡、鰐淵寺、出雲ゆうプラザ、高瀬川、湯の川温泉、風の子楽習館

- 稲佐の浜
- 日御碕
- 一畑寺

#### 雲南地域
- 雲南市 - 奥出雲おろち号、須我神社、龍頭八重滝、道の駅たたらば壱番地、三刀屋川河川敷公園、光明寺 (雲南市加茂町)、道の駅掛合の里、加茂岩倉遺跡、斐伊川堤防桜並木
- 奥出雲町 - 斐乃上温泉、亀嵩温泉、鬼の舌震、奥出雲多根自然博物館、みなり遊園地、奥出雲おろちループ、延命水、奥出雲たたらと刀剣館、吾妻山、奥出雲おろち号
- 飯南町 - 頓原温泉、東三瓶フラワーバレー

- 斐伊川堤防桜並木
- 龍頭八重滝
- 鬼の舌震

### 石見地方

#### 石東地域
- 大田市 - 石見銀山（石見銀山世界遺産センター、龍源寺間歩、大森、石見銀山資料館、清水谷製錬所跡など）、温泉津温泉、三瓶山（島根県立三瓶自然館、三瓶観光リフトなど）、物部神社、三瓶小豆原埋没林、仁摩サンドミュージアム、琴ヶ浜、大森五百羅漢、熊谷家住宅、温泉津海岸、安楽寺、三瓶温泉、ごいせ祭、五十猛のグロ
- 川本町 - 石見丸山城
- 美郷町 - カヌーの里おおち
- 邑南町 - 西蓮寺、諏訪神社、於保知盆地展望台、瑞穂ハイランド、いわみ温泉 霧の湯、断魚渓

- 琴ヶ浜
- 温泉津温泉
- 断魚渓

#### 石央地域
- 浜田市 - 島根県立しまね海洋館アクアス、石見畳ヶ浦、道の駅ゆうひパーク三隅、道の駅ゆうひパーク浜田、美又温泉、浜田市世界こども美術館、龍雲寺、浜田城、三隅公園、島根県立石見海浜公園、国府海水浴場
- 江津市 - 有福温泉、波子海水浴場、小川家雪舟庭園

- 石見畳ヶ浦
- 有福温泉

#### 石西地域
- 益田市 - 春日山、七尾城、万福寺庭園
- 津和野町 - 太皷谷稲成神社、津和野城址と津和野町津和野伝統的建造物群保存地区に選定されている旧・城下町（森鷗外や西周らの旧宅、養老館、鯉の米屋など）、安野光雅美術館、津和野カトリック教会、乙女峠マリア聖堂、森鷗外記念館、道の駅津和野温泉なごみの里、津和野のあじさいロード、津和野温泉、弥栄神社、鷺舞
- 吉賀町 - 大井谷の棚田

- 万福寺庭園
- 津和野町津和野伝統的建造物群保存地区

### 隠岐地方
- 海士町 - 隠岐神社
- 西ノ島町 - 国賀海岸（摩天崖、通天橋など）、赤尾展望所、外浜海水浴場、隠岐の田楽と庭の舞、でやんな祭
- 知夫村 - 知夫赤壁
- 隠岐の島町 - ローソク島、玉若酢命神社、白島海岸と海苔田ノ鼻、壇鏡の滝、水若酢神社、福浦トンネル、那久岬、隠岐温泉、布施海岸、隠岐国分寺蓮華会舞

- 隠岐神社
- ローソク島